# 鸡嗉子榕
鸡嗉子榕（学名：Ficus semicordata）又名鸡嗉子果、鸡嗉子，为桑科榕属的植物，雌雄异株。分布于越南、尼泊尔、锡金、泰国、不丹、缅甸、印度中部、马来西亚以及中国大陆的西藏、广西、云南、贵州等地，生长于海拔420米至2,800米的地区，多生在林缘、路旁和沟谷，目前已由人工引种栽培。